# 柴頭井
柴頭井，是臺灣彰化縣員林市的一個傳統地域名稱，位於該市南部東側。相較於今日行政區，其範圍大致包括林厝里、出水里東南部凸出部分的南半部。

## 歷史
台灣清治末期至日治初期，柴頭井地區為一街庄，稱為「柴頭井庄」，隸屬於武東堡。該庄北與番仔崙庄、湖水坑庄為鄰，東與施厝坪庄為鄰，南邊為湳雅庄，西邊為萬年庄。
1901年（日治明治三十四年）11月，全台廢縣廳改設二十廳，該庄隸屬於彰化廳。1903年（明治三十六年）6月，該庄編入「湳雅區」，隸屬於彰化廳。1909年（明治四十二年）10月，合併二十廳為十二廳，湳雅區改隸屬於臺中廳。1920年（大正九年），該庄改制為「柴頭井」大字，隸屬於臺中州員林郡員林街。
戰後員林街改制為員林鎮，隸屬於臺中縣，大字亦改制為里。1950年10月，中、彰、投分治，員林鎮改隸屬彰化縣。2015年8月，員林鎮因人口數超過新的標準而升格為員林市。

## 聚落
本地區發展較早的聚落為柴頭井、下約厝（下豹厝），在日治期初期的官方地圖上已有記載。此外，本地區尚有林厝仔、柴頭林等聚落。

## 交通
省道台76線即「東西向快速公路－漢寶草屯線」，目前僅通行埔鹽至草屯路段，大致以西北西－東南東走向高架道路形式由柴頭井地區西部邊界北段入境後，繞大彎轉西南西－東北東走向再轉西微南－東微北走向於本地區北部邊界中央偏西側出境。由該道路向西北西可於萬年成為員林大排兩側高架道路並前往員林市區南側、埔心、溪湖東北端、埔鹽與大村交界地帶及國道1號埔鹽系統交流道、埔鹽與秀水交界地帶、埔鹽與福興交界地帶並止於埔鹽交流道，向東微北可前往南投西北部、草屯西南部並止於國道3號中興系統交流道。縣道144號是與省道台76線併行的平面道路，其東側端點位於本地區中西部縣道137號路口。由此向西微南轉西南西繞大彎轉西北西出境後，可於萬年成為員林大排兩側平面道路，行至省道台76線埔鹽交流道後可續行前往福興西北部並止於省道台61線福興交流道。
縣道137號（山腳路一段）是彰化至二水源泉的道路，主要沿八卦台地西側山麓地帶而行，大致以北北東—南南西走向繞大彎轉西北—東南走向經過本地區中西部，並與省道台76線高架道路／縣道144號在境內相會。由該道路向北北東可前往大村、花壇、彰化，向東南轉南可前往社頭、田中、二水等地。
縣道139號（大彰路三段～二段）是伸港鄉新港至鹿谷鄉初鄉的道路，本地區所在路段係沿八卦台地稜線而築，大致以縱向蜿蜒經過本地區東部邊界外不遠處。由該道路向北可前往芬園與大村交界地帶、芬園與花壇交界地帶、花壇與彰化交界地帶、彰化、和美、線西等地，向南可前往南投、中寮、集集、鹿谷等地。
鄉道彰78-1線（泉州巷）是萬年至水源地的道路，大致以西向東轉西南西—東北東走向再轉西向東經過本地區北部邊界中西側一小段。由該向路向西經縣道137號路口轉北北西再轉西北可前往番子崙西北端並止於鄉道彰78線路口，向東轉北北東再轉東北可前往湖水坑西部並止於鄉道彰78線另一路口。
鄉道彰80線（大饒路）是大溝尾至林厝的道路，其東側端點位於本地區北部邊界地帶中西段的縣道137號路口。由此向西北西轉西南西再轉西沿邊界而行，出境後可前往萬年、大饒、大饒與田中央交界地帶、田中央、田中央與崙子交界地帶、崙子與太平交界地帶、太平並止於鄉道彰87線路口。
鄉道彰82線（員南路）是林厝至六分寮的道路，其西側端點位於本地區西部縣道137號路口。由此向東北東轉東南再轉東北東，至本地區北部邊界地帶轉東南東沿邊界而行，其後轉東南蜿蜒而行並止於彰化縣、南投縣交界處。

## 運動休閒
- 員林運動公園